# Merinofleischschaf
Das Merinofleischschaf ist eine traditionsreiche Schafrasse im Kombinationstyp Fleisch-Wolle. Die Rasse ist gegenwärtig vom Aussterben bedroht.

## Entstehung und Haltung
Die Entstehung des Merinofleischschafes basiert im Wesentlichen auf der Kombination des deutschen Merinokammwollschafes mit Vertretern französischer und englischer Zweinutzungsrassen. Ursache des Wandels in der Merinozucht bildete der in Deutschland zu beobachtende Preisverfall für Feinwolle und steigende Schaffleischpreise.
In Deutschland bildete das Merinokammwollschaf die züchterische Grundlage für die zwischen 1866 und 1871 eingeführten Böcke des Merinos precoce. In der Zucht wandte man sich zunächst der Chatillonnais zu. Später wurden wegen ihrer Größe und Schwere Merinos Soissonnais bevorzugt. Die Einkreuzung brachte Erfolg; das Merinofleischschaf entstand. Im Jahre 1891 wurde es erstmals in der Gruppe „Fleischschafe“ auf einer Schau der DLG ausgestellt.
Anfang des 20. Jahrhunderts paarte H.L. Thilo in Pommern englische Border-Leicester-Böcke an feinwollige Merinokammwollschafe. Das Merino-Leicester entstand, auch Meleschaf genannt. Es wurde ab 1921 als „Deutsches Fleischwollschaf“ bezeichnet und erzeugte Wollen im Sortiment AB-B.
Auf der Wanderausstellung 1934 wurden diese Fleischwollschafe mit den Merinofleischschafen, die das gleiche Ziel auf anderem Wege erreicht hatten, als Rasse vereinigt.

### Entwicklung in Ostdeutschland
Nach der Teilung Deutschlands infolge des Zweiten Weltkrieges und den hieraus resultierenden veränderten Marktbedingungen und staatlichen Anforderungen an die Schafproduktion schritt man in den beiden deutschen Staaten unterschiedliche Wege in der Züchtung des Merinofleischschafes.
In der DDR wurde das als Zweinutzungsrasse bewährte Merinofleischschaf mit Betonung der Wolle gezüchtet. Das Zuchtziel 1954 stellte die Forderung, möglichst kurzfristig eine wesentliche Steigerung des Schurertrages zu erreichen, ohne den Zweinutzungstyp (Wolle, Fleisch) aufzugeben, also Fleischleistung, Fruchtbarkeit und Frühreife zu erhalten und mit hohem Wollertrag im Sortiment A/AB zu verbinden. Weitere zuchtbestimmende Maßnahmen in der Merinofleischschafzucht der DDR erfolgten Anfang der 1970er Jahre. Sie bestanden in der Einführung der Linienzucht (Untergliederung des Bestandes in sechs genealogisch abgegrenzten Linien) und der Einkreuzung russischer Feinwollschafe (Stavropol-Merino) in die Zuchtlinie 06 in Form der Veredlungskreuzung.

### Entwicklung in Westdeutschland
In den alten Bundesländern war die Züchtung des Merinofleischschafes vorrangig auf die Verbesserung der Mastleistung und der Schlachtkörperqualität ausgerichtet. Das Zuchtziel beinhaltete nicht die Vernachlässigung des Wollbesatzes und der Wollqualität. Gleichzeitig wurde auf ein hohes Aufzuchtvermögen orientiert.
Ein Großteil der Bestände wurde in den Gutsschäfereien intensiver Ackerbaustandorte Mitteldeutschlands und Teilen Niedersachsens konzentriert; denn das Merinofleischschaf erbringt hervorragende Leistungen unter den Bedingungen eines kontinentalen Trockenklimas. In diesem Zusammenhang ist die dichte Wollstapelbildung der Tiere dieser Rasse anerkannt. Bereits in den vierziger Jahren des vorigen Jahrhunderts wurde beschrieben, dass je trockener das Klima und je mehr eine Schafherde staubige Wege zurücklegen muss, desto wichtiger ist ein guter Stapelschluss, der das Haar zu schützen vermag.

### Entwicklung nach der Wiedervereinigung
Nach der Vereinigung beider deutscher Staaten führte unter anderem der Verfall der Wollpreise, der Verzicht auf Tierhaltung an den intensiven Ackerbaustandorten und die ungerichtete Einkreuzung anderer Rassen zu einem Bestandsrückgang.
Aus heutiger Sicht gelingt der Erhalt dieser im Zweinutzungstyp stehenden und fruchtbarsten Feinwollrasse der Welt nur, wenn der Wollqualität – insbesondere der Wollfeinheit – auch weiterhin züchterische Aufmerksamkeit geschenkt wird; denn nach wie vor bestehen gute Exportchancen für Zuchttiere dieser Rasse.

## Zuchtziel
In der Gegenwart verlangt das Zuchtziel ein Schaf mit mittlerem Rahmen und ausgeprägten Fleischformen. Die tiefe und breite Brust ist vorgeschoben. Rassentypisch ist des Weiteren der breite Rumpf mit gut bemuskeltem Rücken. Das Schaf verfügt über ein breites Becken und volle Innen- und Außenkeulen.
Merinofleischschafe besitzen eine gute Konstitution und Widerstandskraft. Dies sind wichtige Voraussetzungen für die Nutzung in allen Haltungsformen und für den Einsatz in der Landschaftspflege. Die Rasse ist im Brunstverhalten asaisonal. Das mögliche Erstzulassungsalter beträgt 8 bis 12 Monate.
Merinofleischschafe erzeugen weiße Feinwollen im möglichst ausgeglichenen Sortiment A/AB. Sie soll gut gestapelt und gekräuselt sein. Hautfalten sind unerwünscht.

### Wollleistung und Wollqualität
- Schweißwolle
  - Zuchtböcke: 7,0–8,0 kg
  - Mutterschafe: 4,0–5,0 kg
- Wollfeinheit: 22–26 Mikrometer
- Rendement: 45–50 %

### Lebendmasse, Ablammergebnisse sowie Mastleistungsergebnisse der Lämmer
- Körpermasse
  - Zuchtböcke 120–140 kg
  - Mutterschafe 70–80 kg
- Ablammergebnis (Mutterschafe): 140–160 %
- tägliche Zunahme: 350–400 g
- Energiebedarf je kg Zunahme: 2000–2500 StE je kg
- Schlachtausbeute: 50 %

## Gefährdung
Die Gesellschaft zur Erhaltung alter und gefährdeter Haustierrassen (GEH) hat diese Rasse in die Kategorie III (gefährdet) der Roten Liste (Stand 2022) eingestuft. Sie hat auch einen Betreuer dieser Rasse berufen.